# Baobab
Baobabul (Adansonia digitata) este un arbore cu frunza căzătoare din genul Adansonia, familia malvaceelor, ale cărui ramuri sunt asemănătoare rădăcinilor, de unde și numele de „copac cu capul in jos”. El se mai numește „copacul-butoi”. Numele științific se datorează savantului francez Michel Adanson (1727 - 1806), care a descris un specimen din Senegal. 
Această specie crește solitar în savanele uscate, fierbinți ale Africii subsahariene și a fost introdusă în unele regiuni din Asia și Australia. Are o durată de viață lungă, probabil de până la 1500 de ani. Frunzele îi cad în cursul sezonului uscat, care poate dura până la opt luni pe an. 
Copacul are înălțimea de 5 - 25 m și un trunchi exagerat de gros, de 10 - 14 m în diametru, moale, fibros și umed. Rădăcinile se întind pe sub pământ pe o suprafață, diametrul căreia depășește chiar și înălțimea copacului, ceea ce îi permite să supraviețuiască în condiții secetoase. 
La începutul verii (în emisfera de sud din octombrie până în noiembrie) apar niște flori albe, foarte mari și grele. Au 12 cm în diametru și se deschid după-amiaza târziu, rămânând deschise doar o noapte. Au o aromă dulce, dar mai târziu, când încep să se descompună, emit un miros de hoit. Cercetătorii au stabilit că sunt polenizate în primul rând probabil de câtre liliecii din familia Pteropodinae.
Fructele indehiscente sunt niște capsule mari, oviforme, cu lungimea de până la 25 cm. Miezul lor se usucă, se întărește și se desface în bucăți, care seamănă cu niște felii de pâine uscată. Semințele, tari și negre, au forma unui rinichi. Pulpa fructelor este comestibilă, fiind cunoscută sub numele de „pâinea maimuței”.
Uniunea Europeană a aprobat utilizarea fructelor în 2008. Acestea sunt folosite pentru smoothies și barele de cereale. În unele locuri din Africa este răspândită credința că femeile, care locuiesc în zonele unde cresc mulți baobabi, vor avea mai mulți copii. Aceasta este plauzibil din punct de vedere științific dat fiind că acele femei vor avea mai ușor acces la frunzele și fructele bogate în vitamine pentru a-și completa dieta săracă în vitamine.
Baobabul poate fi o sursă de apă pentru om și pentru animale. Elefanții zgârie trunchiul baobabului pentru a elibera apa din fibre. Arborele poate stoca până la 1.000 litri.
Unul dintre baobabii celebri, Baobabul Ombalantu din nordul Namibiei, are un trunchi cav, în care pot încăpea până la 35 de persoane. În decursul timpului a servit ca locuință, capelă, oficiu poștal și ascunzătoare. Un alt arbore celebru este Baobabul lui Chapman din Botswana, cunoscut de asemenea ca Seven Sisters sau Xaugam, adică „Coadă de leu” în limba tsoa. A fost un arbore enorm cu mai multe trunchiuri, care servea ca reper mai multor călători și exploratori, printre care James Chapman, David Livingstone, William Cotton Oswell, Robert Moffat și Frederick Courteney Selous. Avea o circumferință de 25 m până trunchiurile sale s-au prăbușit pe 7 ianuarie 2016, unul dintre care era totuși viu în 2019.

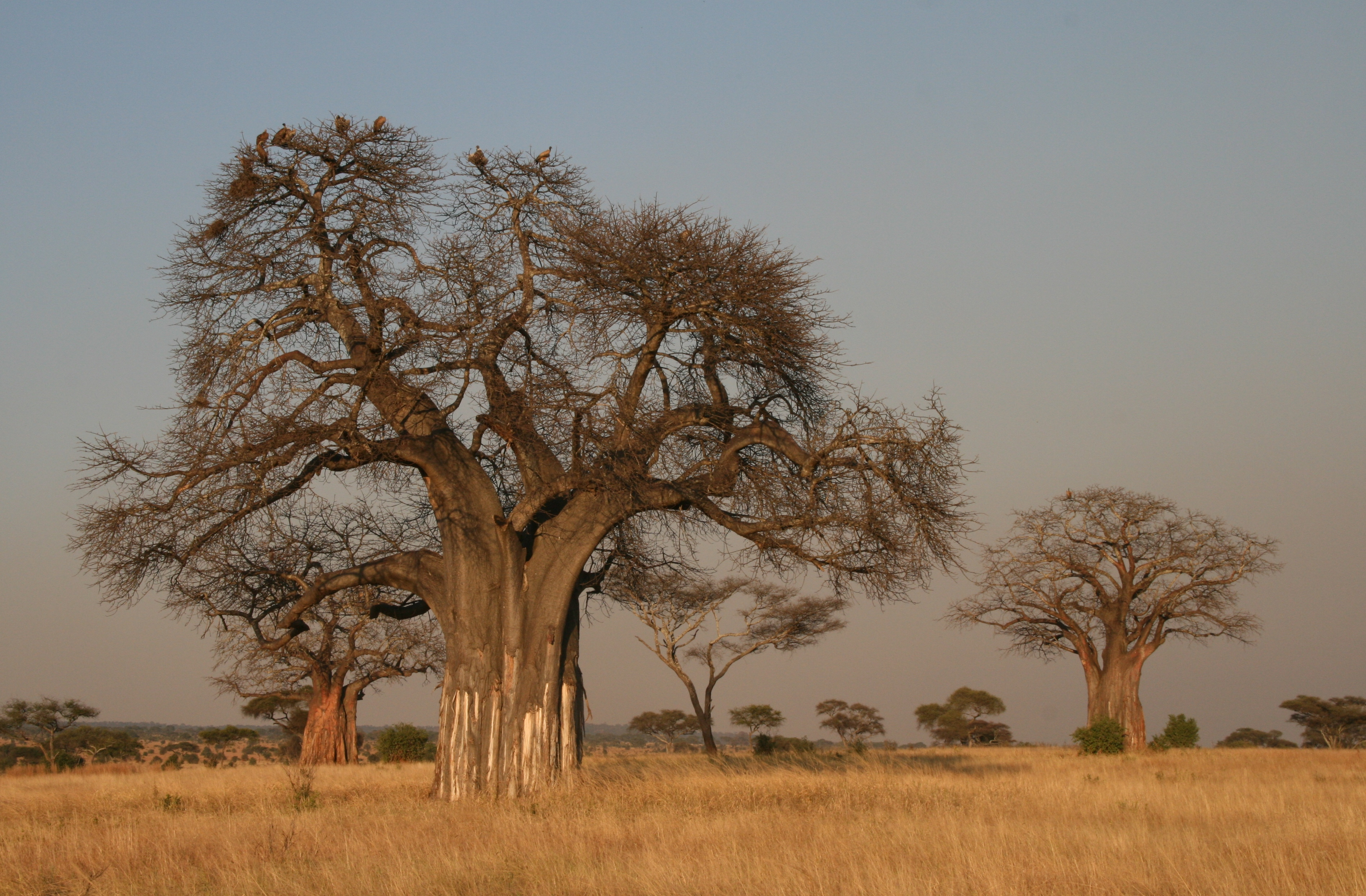
Adansonia digitata (Tarangire National Park, Tanzania)
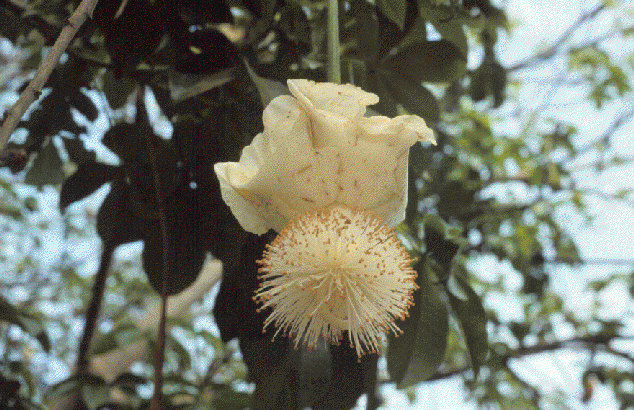
Floare
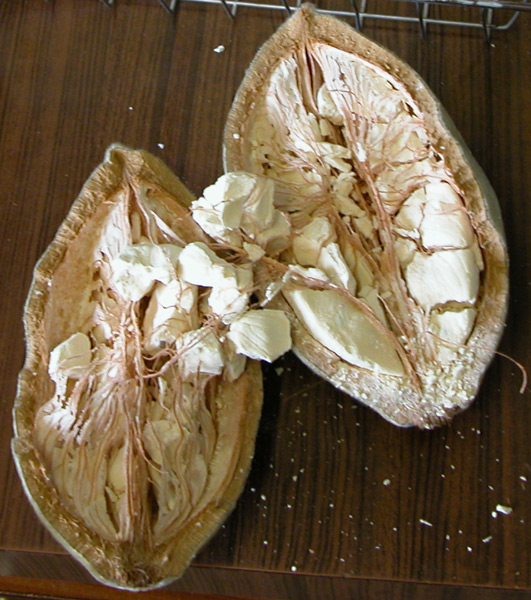
Fruct

## Legături externe
- Descrierea și informațiile culturale Arhivat în 5 martie 2016, la Wayback Machine.
- Descriere structurată
- PROTAbase on Adansonia digitata
- Feedipedia on Adansonia digitata
- Adansonia digitata in Brunken, U., Schmidt, M., Dressler, S., Janssen, T., Thiombiano, A. & Zizka, G. 2008. West African plants - A Photo Guide. www.westafricanplants.senckenberg.de.